# Confrérie des Conards

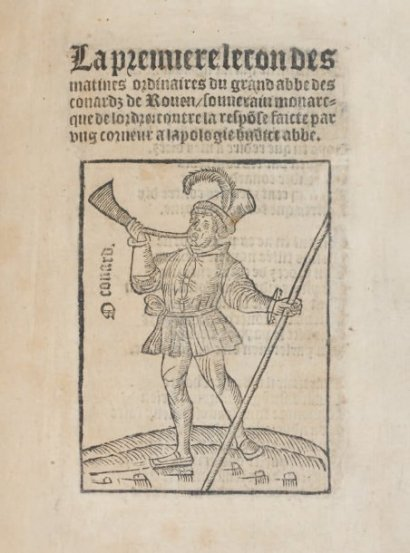
La premiere lecon des matines ordinaires du grand abbe des conardz de Rouen, souverain monarcque de lordre : contre la response faicte par ung corneur a lapologie dudict abbe. Rouen, 1537.

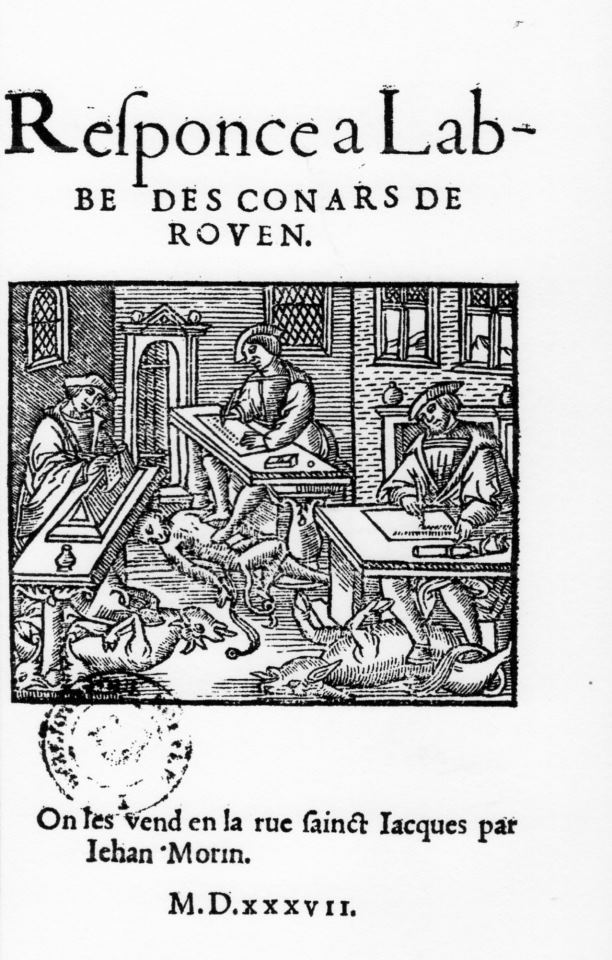
Response à Labbé des Conars de Rouen, 1537

Les Conards – on trouve aussi l'orthographe ancienne « Cosnards » – est le nom d'une confrérie et de la fête carnavalesque qu'elle organisait jadis à Rouen lors des jours gras, depuis le XIVe siècle jusqu'au XVIIe siècle. Il existait également des confréries de Conards à Évreux, de 1345 à 1420, à Cherbourg, et au Puy-en-Velay.
La fête et la confrérie de Rouen disparurent, victime d'une interdiction promulguée par le Cardinal de Richelieu.
Toutes ces confréries représentaient l'équivalent dans ces villes d'autres confréries telles que le Badin et le Turlupin à Paris, à Poitiers le Mau-gouverne, à Dijon la Mère folle, etc.

## Description des Conards de Rouen
Adolphe de Chesnel écrit en 1846 :
Cette fête burlesque avait lieu à Rouen. À l'approche des jours gras, on présentait à la grand'chambre une requête en vers qui faisait aussitôt suspendre les travaux de la justice. Cette requête était l'œuvre d'une confrérie nommée les Conards. La cour répondait avec la même joyeuseté et accordait une sorte d'autorisation de faire le diable. Alors la ville devenait la proie de ces Conards qui faisaient des mascarades des processions, appelaient à leur ban les maris jaloux et trompés, décochaient de satires à tort et à travers, et faisaient de toute la ville un véritable théâtre de Saturnales. Pendant tout le jour, les Conards allaient, recueillant des chroniques, et faisaient leur rapport à leur abbé, à leurs cardinaux et patriarches réunis en conclave. Il n'était pas un fait qui prêtât à rire qui ne devint leur propriété et ne fut inscrit sur leurs rôles; puis venaient les séances et les jugements de l'aréopage. La cour s'assemblait en plein air, et dans le lieu où elle pouvait avoir l'auditoire le plus nombreux. Durant trois jours, ce tribunal était en marche, conduit par des fifres et des tambours. Les gens en place et toutes les classes de la société passaient sous la férule des Conards.
L'abbé, porté sur un chariot, ainsi que les cardinaux et ses patriarches, donnait sa bénédiction à la foule, en même temps qu'il faisait pleuvoir sur elle une nuée de quatrains et d'autres pièces de vers qui portaient le rire chez tous ceux qui les ramassaient. Un banquet splendide réunissait ensuite l'abbé et toute la confrérie sous les halles, et pendant sa durée, un ermite lisait à haute voix la chronique de Pantagruel. Après le repas, on jouait des moralités et des mystères, et enfin les danses avaient leur tour. La docte assemblée décernait aussi un prix aux bourgeois de Rouen qui, au dire de la majorité, avait fait la plus sotte chose dans l'année.

## La Confrérie des Cosnards à Cherbourg auXVIesiècle

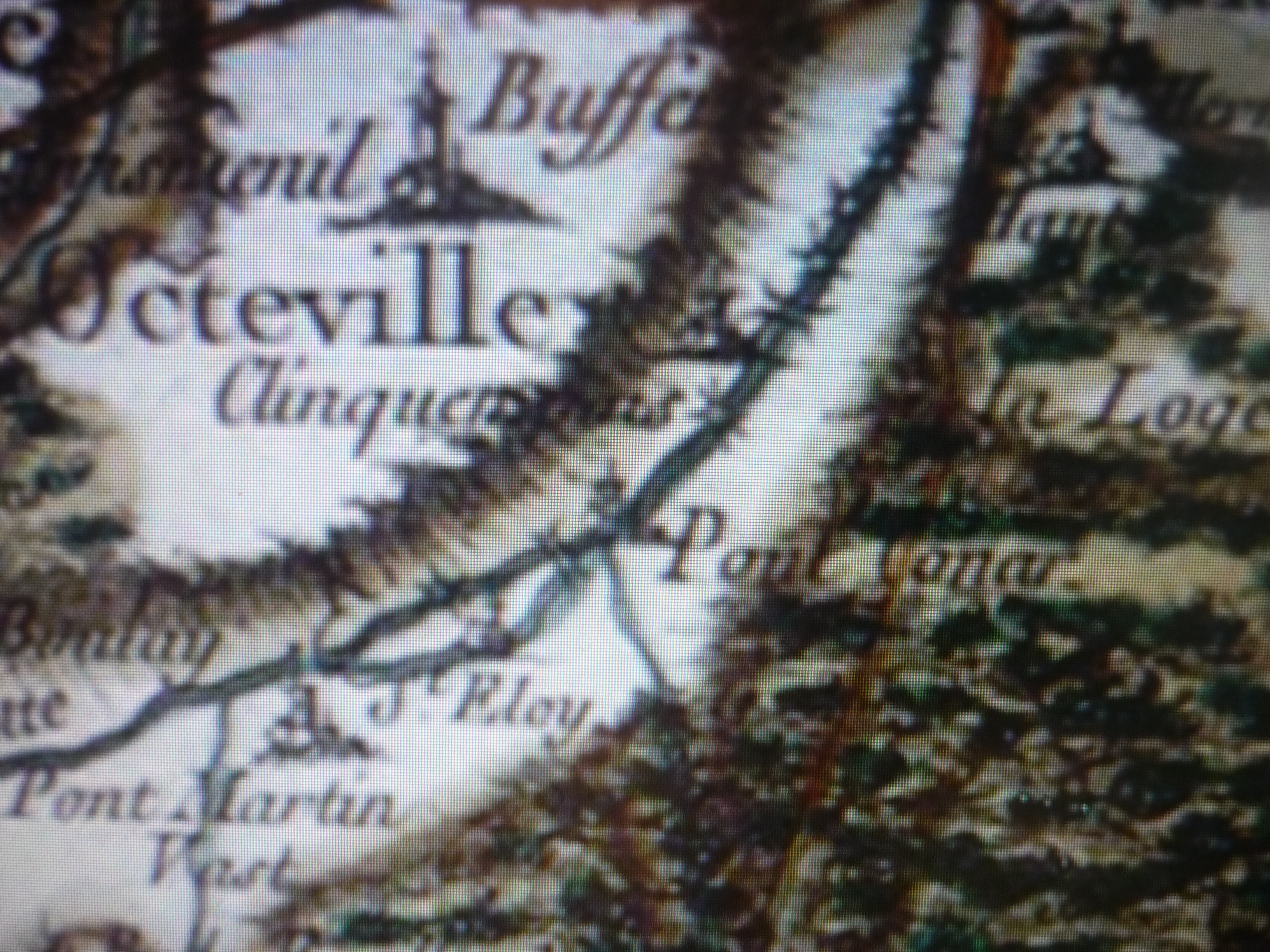
Le pont Conards sur la carte de Cassini.

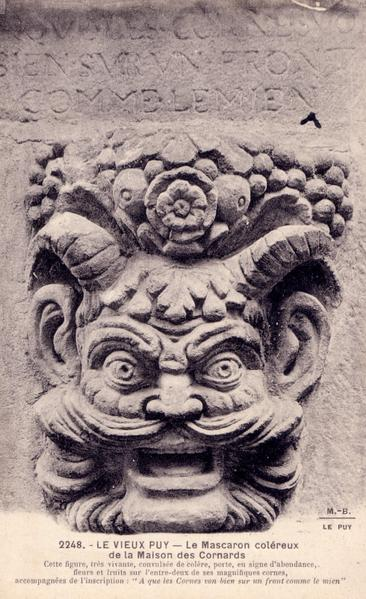
Mascaron grimaçant de la Maison des Cornards au Puy-en-Velay.

En 1873, M. l'abbé de Billy, invité à fournir son contingent à la soirée de la Société nationale académique de Cherbourg, s'exprime ainsi :
Les vieux titres du Tabellionage de la vicomté de Cherbourg mentionnent l'existence, en cette ville, d'une singulière confrèrie profane qui avait pris le nom de Confrérie des Cosnards. Elle correspondait avec des réunions semblables qui fonctionnaient à Rouen et à Évreux. Leurs statuts étaient calqués sur ceux de la confrérie des Fous à Dijon.
La confrérie des Cosnards de Cherbourg, Rouen et Evreux, avait ses privilèges et ses immunités. Chose fort singulière par sa naïveté, c'est que le parlement de Rouen avait accordé à ces associations le privilège exclusif de se masquer aux jours gras et de conférer à d'autres le même droit.
Cette confrérie, à Cherbourg, avait son bailli et son abbé. Ce dernier était électif et annuel. Mitré et crossé, il se promenait monté sur un âne dans les rues de la ville, le jour de la Saint-Barnabé (11 juin), suivi d'un cortège burlesque et masqué, qui jetait aux enfants des épices et aux oisifs de mordantes épigrammes contre les abus du clergé d'alors, dont ils parodiaient les cérémonies. Après cette course carnavalesque, ils se rendaient dans la vallée de la Divette, en la maison de l'un d'eux, située au hameau Postel, non loin du pont qui a conservé le nom de Pont-aux-Cosnards, sur la carte de Cassini et les cartes modernes. Là, un banquet, qui durait deux jours, était destiné aux confrères.
Cette association était en grande partie composée de gens de justice et de chefs du métier. En 1554, un nommé Guillaume Symon, fabricant de meules à moulin à Cherbourg, était bailli de cette confrèrie, et Jehan Bonamy en était abbé.

## La Confrérie des Cornards au Puy-en-Velay
Au XVIIe siècle fut créée au Puy-en-Velay la Confrérie des Cornards, confrérie bachique célébrant le bien-vivre et le bien-manger. La Confrérie partait une fois par an en procession burlesque, jusqu'à Saint-Germain-Laprade, en entonnant sa Chanson des Cornards. La maison de cette confrérie existe toujours : La Maison des Cornards, du XVIIe siècle, au 16 de la rue Chamarlenc, au Puy-en-Velay. On peut encore voir sur le fronton les mascarons de deux cornards, et les inscriptions au-dessus de chacun de ces deux cocus : « voies le cornard rian » et « a que les cornes von bien sur un fron comme le mien ».

## Sources
- Adolphe de Chesnel, Coutumes, mythes et traditions des provinces de France par Alfred de Nore, Périsse frères éditeur, Paris 1846, pages 250-252.

L'auteur a frileusement déformé le nom des Conards en Couards.
- Mémoires de la Société nationale académique de Cherbourg, 1873, p. 78-79.